# هارولد کامینگس
هارولد کامینگس (انگلیسی: Harold Cummings؛ زادهٔ ۳ ژانویهٔ ۱۹۹۲) بازیکن فوتبال اهل پاناما است.
از باشگاه‌هایی که در آن بازی کرده‌است می‌توان به باشگاه فوتبال سانتا فه و باشگاه فوتبال ریور پلاته اشاره کرد.
وی همچنین در تیم‌های ملی فوتبال پاناما بازی کرده‌است.